# Нижний Бара
Нижний Бара — покинутый аул в Галанчожском районе Чеченской Республики.

## География
Расположен на левом берегу реки Бара, к юго-востоку от районного центра Галанчож.
Ближайшие населённые пункты: на северо-западе — Бушни и Отты, на северо-востоке — Верхний Бара, на юго-востоке — Целтакумой, на юго-западе — Горой.

## История
Всё коренное население ЧИ АССР было выслано в 1944 году, после восстановления ЧИ АССР чеченцам было запрещено возвращаться в свои исконные районы: Галанчожский, Шатойский и Итум-Калинский.